# Engenho da Torre
O Engenho da Torre foi uma parte importante na evolução da cidade do Recife. Seu nome é devido ao bairro onde está localizado, que recebeu o nome por causa da torre da capela do engenho, que tinha devoção a Nossa Senhora do Rosário. Posteriormente o local passou a produzir algodão, tornando-se um dos polos da indústria têxtil brasileira, o que mudou totalmente a economia da região. De acordo com Gustavo Krause, influente morador, "o bairro da torre foi o bairro que se caracterizou por nele ter sido plantado um dos elementos que evocam uma fase importante da história do nordeste e na do Brasil, que é o processo de industrialização e um acelerado processo de urbanização".

## História
A Torre foi um bairro de essencial importância para o desenvolvimento da cidade do recife. Suas transformações trouxeram melhorias econômicas e urbanas. No início as terras colonizadas foram organizadas por sesmarias (sistema utilizado pelos colonizadores portugueses para povoamento de terras da colônia). O primeiro dono da terra onde está situada a cidade Torre foi o colono Marcos André, que lá fundou um engenho. O mesmo ficou conhecido como engenho de Marcos André. No ano de 1633 os holandeses invadiram a terra e construíram uma fortaleza, que só foi desfeita após a derrota dos mesmos.

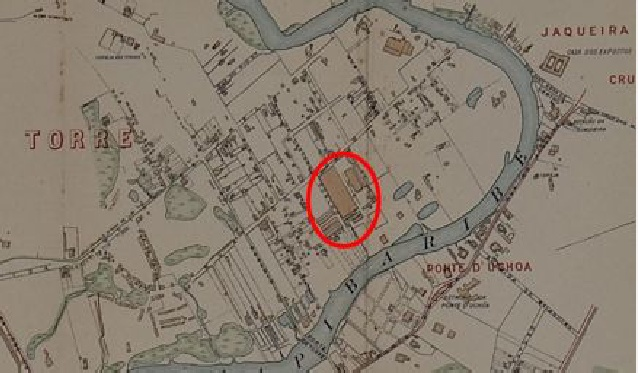
Mapa da região do bairro da Torre, com demarcação do terreno da fábrica da Torre.

Após a saída dos holandeses as terras foram recuperadas pelo herdeiro de Marcos André, capitão Antônio Borges Uchoa, que restaurou as terras e melhorou a ligação entre as mesmas, construindo uma ponte acima do rio Capibaribe. Quando em 1715, Cristóvão de Holanda Cavalcanti, casado com uma das herdeiras, resolveu trocar as terras do engenho da Torre pelo engenho de Moreno, em Jaboatão. Assim passou-se a posse para a família Campelo, que perdurou até a extinção do engenho. 

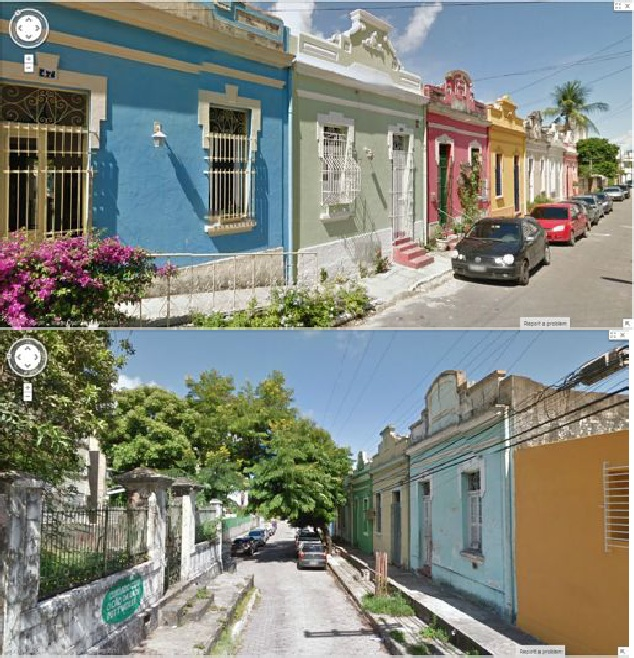
Vila Operária na rua Benjamim Constant, novembro de 2011

Com terras férteis que já obtinham sucesso na produção de cana-de-açúcar a região passou a produzir algodão. A situação urbana mudou drasticamente a partir desta época. Foram abertas fábricas de tecidos, indústrias, olarias mecânicas, dentre outros estabelecimentos. Foi instalada então a Fabrica da Torre (1874), o Cotonifício da Torre e o bairro passou a ser totalmente influenciado pela indústria têxtil.  

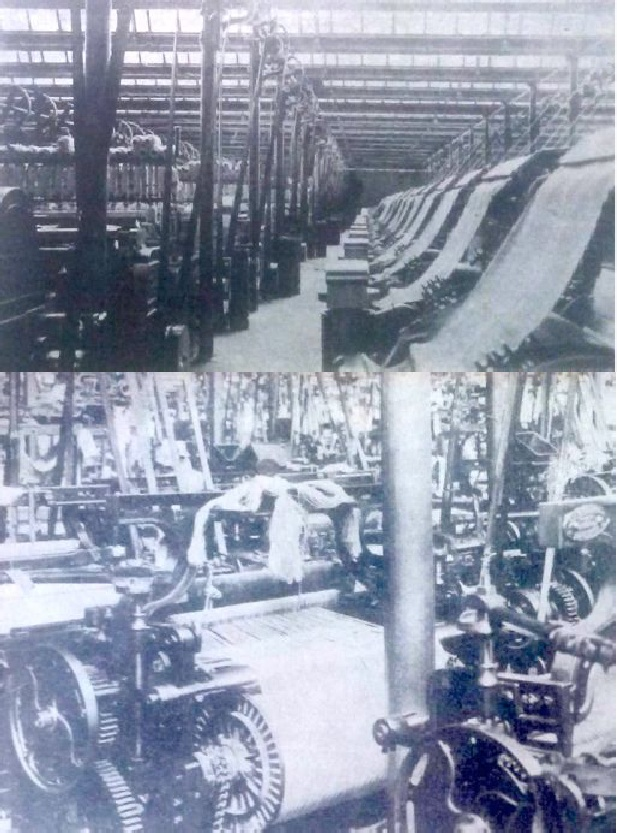
Fábrica da Torre. Um aspecto da Secção de Tecelagem, 1937

Viu-se então a ascensão do bairro  rural para o bairro urbano. O número de habitantes aumentou consideravelmente, surgiram prédios altos e vilas operárias, houve modificações urbanas e surgimento de mais equipamentos como comércio. Os morados citam como referência o apito da fábrica que servia como relógio para todos durante o dia.

## A fábrica da Torre
A fábrica da Torre foi fundada no ano de 1874. Foi uma das primeiras indústrias têxteis de Pernambuco e foi parte importante da industrialização da região em meados do século XIX. No início era referida como Pernambuco Barroca Ltda, no bairro da Madalena, que posteriormente passou a chamar-se Companhia Fiação e Tecidos de Pernambuco. Com o aumento da produção e a necessidade de contratação de mais funcionários, resolveu-se ampliar as instalações. Para isso a indústria foi transferida da Madalena para a Torre, no ano de 1884. A produção era desde o tratamento do algodão até o embalamento dos tecidos, que nessa época operava com 1400 funcionários.

### Desenvolvimento urbano do bairro
A participação no desenvolvimento do bairro da Torre foi significativa e fez parte de seu desenvolvimento. Os núcleos urbanos se desenvolveram no entorno da fábrica, pois a mesma incentivava principalmente o aumento das vilas operárias próximas, para que os operários não perdessem tempo para se deslocar até a indústria. De acordo com o historiador Pereira da Costa "toda cortada de extensas e largas ruas, muito bem alinhadas, de boa casaria em geral, com elegantes prédios e grandes sítios, e não pequena população, notando-se ainda os seus estabelecimentos industriais, como fábricas de tecidos e de fósforos,usina de açúcar e destilação de álcool, olarias mecânicas e outras que ainda seguem o sistema da antiga rotina. É iluminada a gás, tem boa viação pública, tanto terrestre como fluvial, e uma linha de bondes elétricos". (PEREIRA DA COSTA, 2001: 156-161)".
Recorrentemente aconteciam acidentes com operários na indústria e muitos perdiam a visão. De acordo com relatos passou a existir entre os  operários uma devoção por Santa Luzia, que começou quando Antônio Machado Gomes da Silva, gerente administrativo da fábrica, mandou buscar na Europa a imagem de Santa Luzia, considerada protetora dos olhos. Também aumentou as medidas de segurança para diminuir os acidentes que normalmente aconteciam com o rompimento das correias dos teares. 

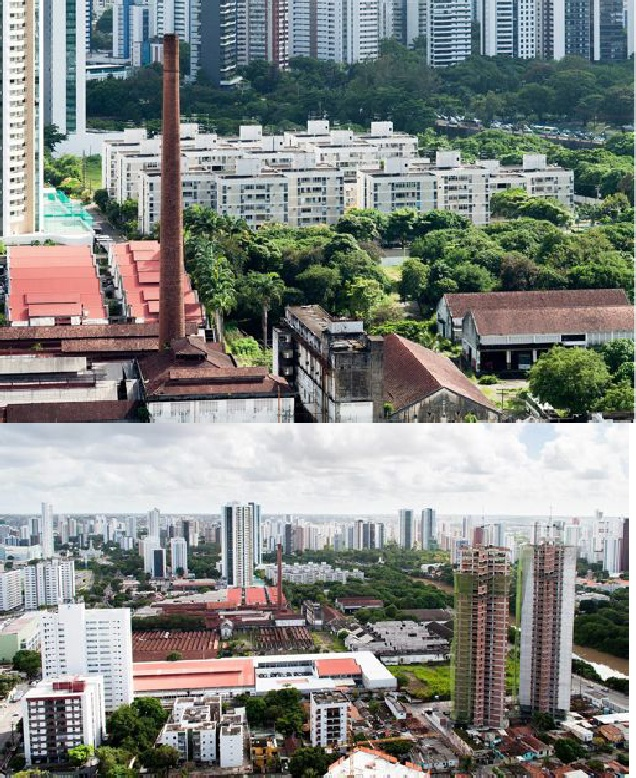
Chaminé da Fábrica da Torre 16 de junho de 2013

#### O fechamento da fábrica
Em 1970 houve uma crise empresarial que destruiu grande parte de vilas operárias, pequenas indústrias e também a fábrica da Torre. As atividades da indústria foram encerradas em 1982, suas instalações foram vendidas para a BANORTE. Boa parte da edificações foi demolida e desocupadas, restando poucos exemplares da edificação. 
Atualmente está em processo o pedido de tombamento da área onde se localiza o complexo da fábrica da Torre, englobando as vilas operárias. Tal pedido está relacionado a temida perda da identidade da região, ameaçada por grandes construtoras de interesse nas terras do cotonifício para construção de grandes edifícios comerciais. Assim, defensores dos direitos urbanos estão na tentativa de impedir o ato que derrubaria parte da história não só da Torre, mas de Recife e de Pernambuco.